# Trichomaladera yasutoshii
Trichomaladera yasutoshii är en skalbaggsart som beskrevs av Kobayashi 1991. Trichomaladera yasutoshii ingår i släktet Trichomaladera och familjen Melolonthidae. Inga underarter finns listade i Catalogue of Life.